# إيفان بافيل
إيفان بافيل (بالسلوفاكية: Ivan Pavle) هو رسام سلوفاكي، ولد في 8 مارس 1955 في غالنتا في سلوفاكيا.